# Leōnidas Tsiklītīras
Leōnidas Tsiklītīras (in greco Λεωνίδας Τσικλητήρας?; Patrasso, ... – Patrasso, ...; fl. XIX secolo) è stato un ginnasta greco.

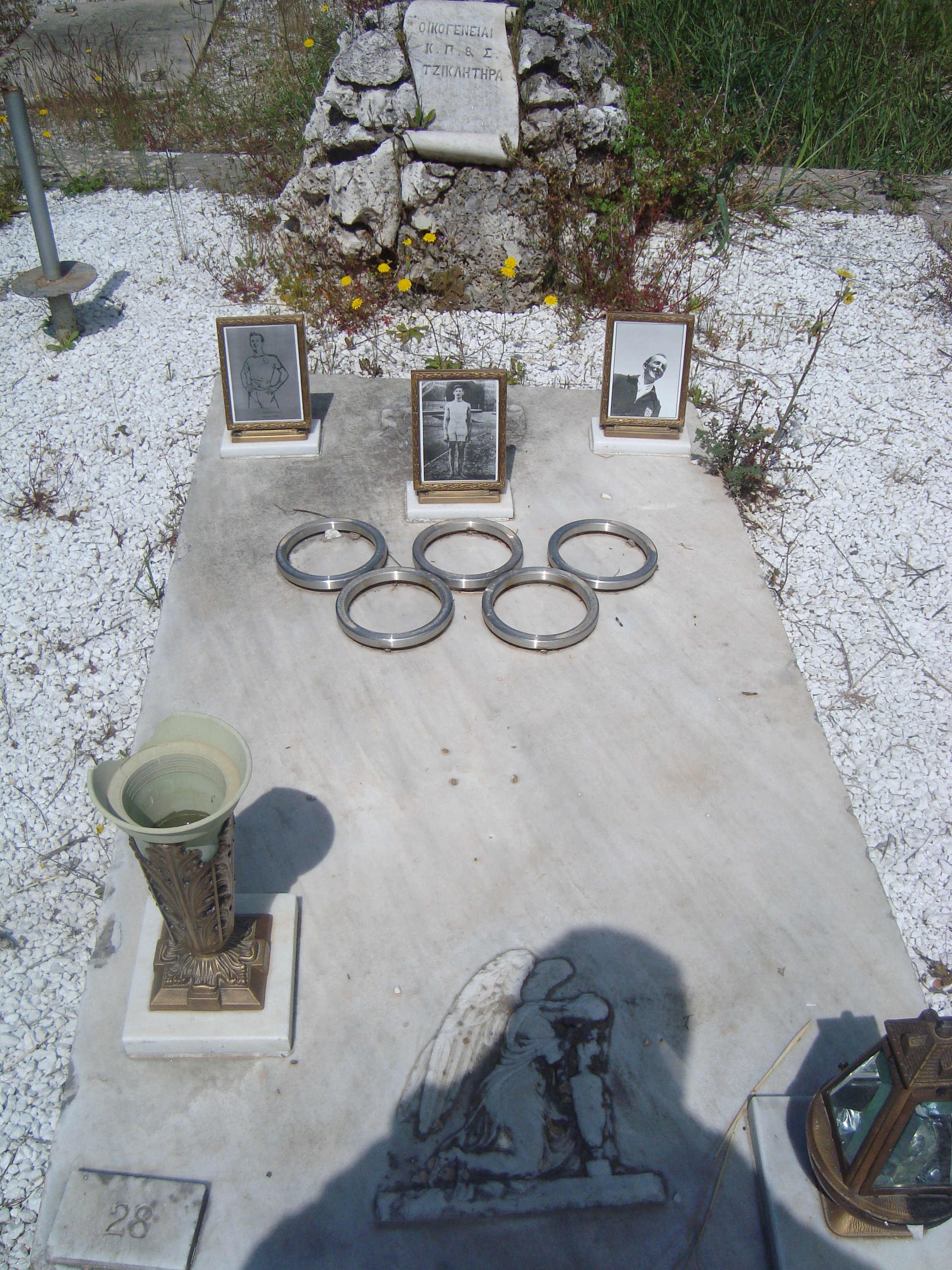
La tomba di Tsiklītīras a Patrasso

Partecipò alle gare di ginnastica delle prime Olimpiadi moderne che si svolsero ad Atene nel 1896.
Prese parte alla gara di trave, senza risultati di rilievo.